# Lo Noy de la mare

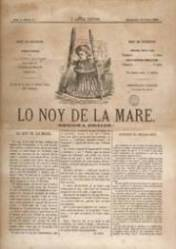
Portada de Lo Noy de la mare

Lo Noy de la mare fue un semanario de temática humorística publicado entre 1866 y 1867 en Barcelona.

## Historia
Estaba escrito y dirigido por Conrad Roure (quien utilizaba el pseudónimo de Pau Bunyegas, entre otros) y dibujado por Tomás Padró Pedret. Estos dos autores habían trabajado también en la revista Un Tros de paper y se separaron para hacer esta revista. Lo Noy de la mare se empezó a publicar en Barcelona el 10 de junio de 1866 y se continuó editando hasta el 20 de enero de 1867, con un total de 33 números. La revista tenía un tamaño de 310 x 217 mm y contaba con cuatro páginas a tres columnas. Tuvo un gran éxito pero tuvo que ser suspendida por el editor Innocenci López debido a las circunstancias del momento, que no eran favorables a la crítica.

## Temas y colaboradores
El semanario pertenecía al género humorístico y satírico, aunque no se pretendía hacer crítica política.
Se publicaron diferentes números extraordinarios y uno de sus dibujantes más importantes era un hombre que firmaba con el pseudónimo de Koki y que se cree que pertenecía a Ramón Padró y Pedret. En la revista encontramos muchos pseudónimos diferentes como Lo didot, Un conco, Lo mestre, Lo padrí, entre otros. Conrad Roure aseguraba que todos estos pseudónimos eran suyos, pero otra gente de su época creía que correspondían a los mejores escritores del momento. Esto se puede deducir porque participaron en un número especial grandes escritores de la época como Manuel Angelon, Víctor Balaguer, Antoni de Bofarull, Francesc Pelagi Briz, Damas Calvet de Budallés, etcètera. Los dibujos de la revista estaban hechos por Tomas Padró Pedret.
Un número muy importante que publicó el semanario fue uno que contenía una litografía dedicada a Ernesto Rossi, un actor muy famoso que interpretó Otelo en el teatro El Prado Catalán, situado en el paseo de Gracia. Tomas Padró Pedret ilustró una litografía sobre Rossi que tuvo un enorme éxito y la revista vendió muchos ejemplares. 
Conrad Roure y Innocenci López hicieron una nueva revista llamada La Rambla (1867).
La colección Lo Noy de la mare mereció los honores de la reproducción en facsímil reducido, hecho por La Campana de Gràcia, entre los años 1925 y 1926.